# سیما بیسلا
سیما بیسلا (به انگلیسی: Seema Bisla؛ زادهٔ ۱۴ آوریل ۱۹۹۲) یک کشتی‌گیر آزادکار کشور هند است. وی سابقه حضور در المپیک ۲۰۲۰ توکیو را دارد.